# رجال-إكس: الوقفة الأخيرة
رجال-إكس: الموقف الأخير (بالإنجليزية: X-Men: The Last Stand)‏ فيلم خيال علمي أمريكي وهو الجزء الثالث من سلسلة رجال-إكس، من إخراج بريت راتنر ومن تأليف سيمون كينبرج صدر في 26 مايو 2006.

## القصة
تدور القصة عندما تم العثور على دواء لعلاج الطفرات، يتم رسم خطوط بين رجال إكس بقيادة البروفيسور تشارلز كزافييه وباقي الاخوة، من عصابة من الطفرات القوية تحت سيطرة حليف إكزافييه السابق، ماغنيتو .

## الممثلين
- هيو جاكمان
- هالي بيري
- إيان ماكيلين
- فامك جانسن
- آنا باكوين
- كيلسي جرامر
- جيمس مارسدن
- ريبيكا رومين
- شون أشمور
- آرون ستانفورد
- فيني جونز
- باتريك ستيوارت

## وصلات خارجية
- رجال-إكس: الوقفة الأخيرة على موقع IMDb (الإنجليزية)
- رجال-إكس: الوقفة الأخيرة على موقع ميتاكريتيك (الإنجليزية)
- رجال-إكس: الوقفة الأخيرة على موقع روتن توميتوز (الإنجليزية)
- رجال-إكس: الوقفة الأخيرة على موقع نتفليكس (الإنجليزية)
- رجال-إكس: الوقفة الأخيرة على موقع قاعدة بيانات الأفلام العربية
- رجال-إكس: الوقفة الأخيرة على موقع ألو سيني (الفرنسية)
- رجال-إكس: الوقفة الأخيرة على موقع Turner Classic Movies (الإنجليزية)
- رجال-إكس: الوقفة الأخيرة على موقع أول موفي (الإنجليزية)
- رجال-إكس: الوقفة الأخيرة على موقع بوكس أوفيس موجو (الإنجليزية)
- رجال-إكس: الوقفة الأخيرة على موقع فيلمافينيتي (الإسبانية)

1. ↑  "معلومات عن رجال-إكس: الوقفة الأخيرة على موقع filmweb.pl". filmweb.pl. مؤرشف من الأصل في 2019-04-24.
2. ↑  "معلومات عن رجال-إكس: الوقفة الأخيرة على موقع rottentomatoes.com". rottentomatoes.com. مؤرشف من الأصل في 2019-05-23.
3. ↑  "معلومات عن رجال-إكس: الوقفة الأخيرة على موقع ssl.ofdb.de". ssl.ofdb.de. مؤرشف من الأصل في 2019-10-20.